# Amosis Sapair
Amosis Sapair, o Sipair, va ser un príncep egipci de finals de la XVII dinastia. Probablement era fill del faraó Seqenenre Tao i un germà o fill d'Amosis I.
A inicis de la dinastia XVIII, apareix en diversos monuments. Aquesta importància és relativament rara en el cas de prínceps que mai no van ascendir al tron, i per això s'ha arribat a proposar que es podria tractar del pare de Tuthmosis I. Tanmateix, la mòmia associada a Amosis Sapair desmentiria completament aquesta teoria, ja que es tracta de la mòmia d'un nen.
La mòmia identificada com la seva es va trobar a l'amagatall de Deir el-Bahari (DB320) el 1881 i va ser desembolcallada per Grafton Elliot Smith i A. R. Ferguson el 9 de setembre de 1905. Dins l'embolcall s'havien conservat fragments del cos i alguns ossos. Es tractava del cos d'un nen de 5 o 6 anys, feia 1,22 metres de llarg i havia estat circumcidat, una característica insòlita per a la seva edat. El cos es trobava en un taüt infantil fet de fusta que datava de la XVIII dinastia, probablement reutilitzat per ell.
La ubicació de la seva tomba és desconeguda, tot i que a la dinastia XX, durant la inspecció de tombes esmentada al papir d'Abbott, encara es coneixia.

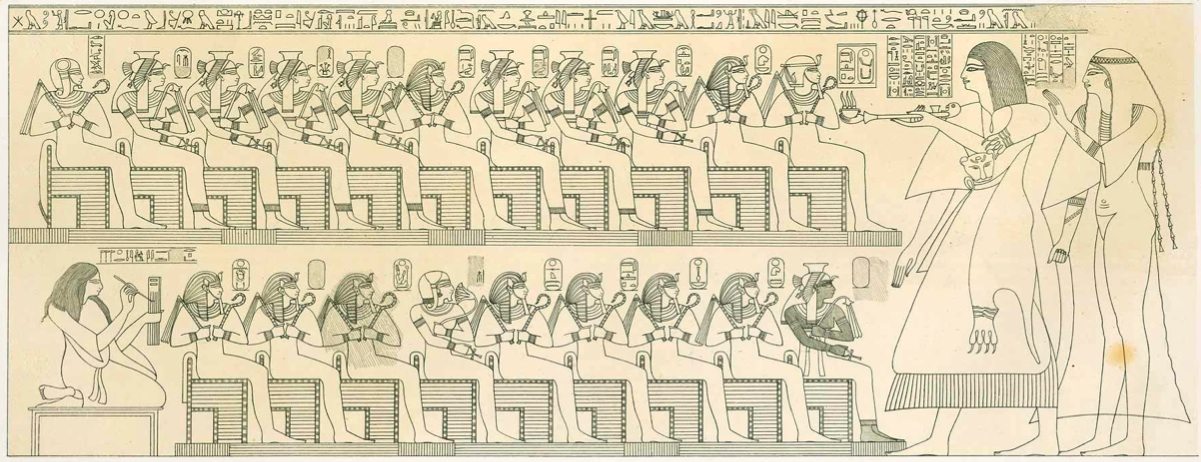
Escena present a la tomba de Inherkhau, que representa els "Senyors d'Occident". A la part superior, de dreta a esquerra: Amenofis I, Amosis I, Aah-Hotep I, Amosis Meritamon, Amosis-Sitamon, Siamon?, Amosis-Henuttamehu, Amosis-Tumerisi, Amosis-Nebetta, Amosis-Sipair. A la part inferior, de dreta a esquerra: Amosis Nefertari, Ramses I, Mentuhotep II, Amenofis II, Tao II, Ramose?, Ramsès IV, un faraó desconegut i Tuthmosis I.